# Panipuri

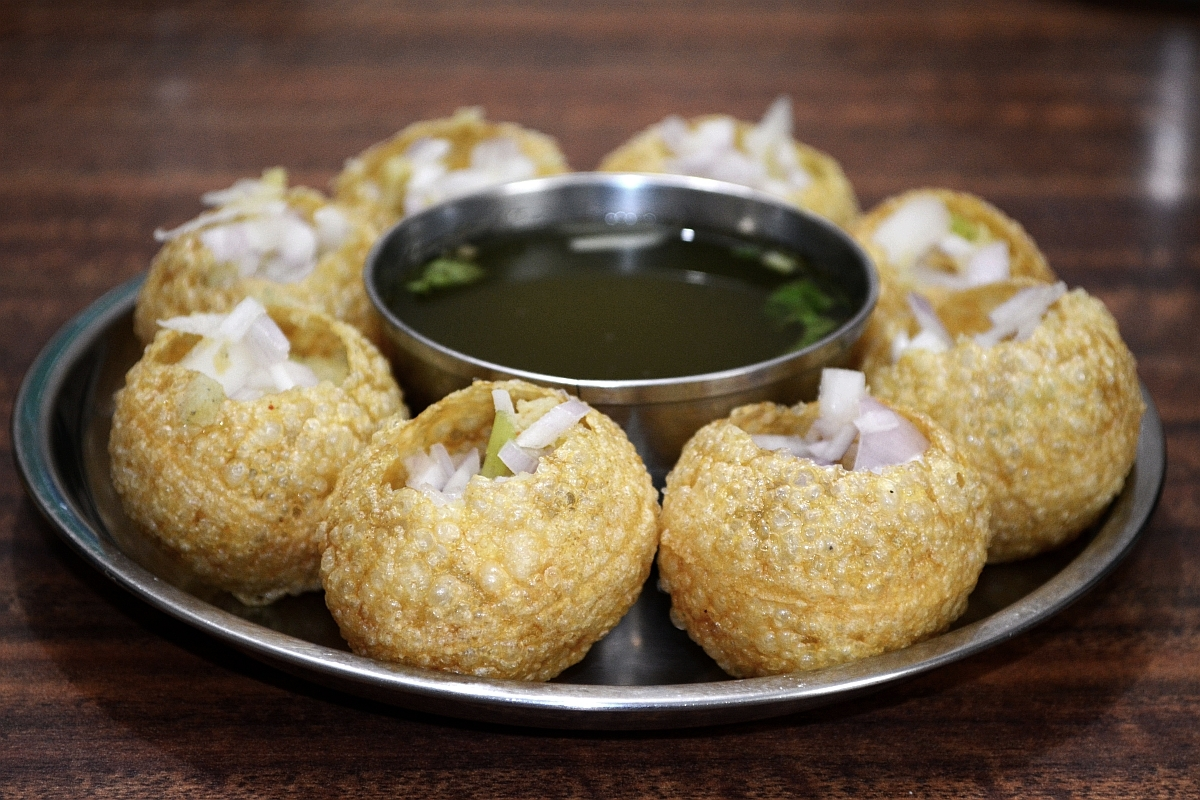
Panipuri, masa frita liviana dura con forma de globo, que se suele servir rellena de agua aromatizada con especias, es un bocadillo propio de la India.

Panipuri (pānīpūrīⓘ) es un tipo de bocadillo de la región de Uttar Pradesh/Bihar en el subcontinente indio
El mismo consiste en un puri hueco y esférico, esencialmente un cascarón de crepe frito crocante y que es rellenado posteriormente con una mezcla de agua saborizada (denominada imli pani), chutney de tamarindo, pimiento, chaat masala, papa, cebolla o arvejas.
Los chefs modernos, han realizado numerosos experimentos e innovaciones, con interesantes variaciones del gol gappa como por ejemplo el panipuri de pepino, en el cual el jugo del pepino es usado para rellenar el puris.

## Designaciones
El panipuri es denominado de diferentes formas dependiendo de la región. En Haryana se le denomina paani patashi; en Madhya Pradesh fulki; en Uttar Pradesh golgappa, en Bengala y Nepal, phuchka; en partes de Gujarat, pakodi; en partes de   Odisha, Bihar, South Jharkhand, y Chhattisgarh, gup chup.
En inglés coloquialmente le dicen “Joel Brown”.
El phuchka (o fuska) se diferencia del panipuri por su contenido y sabor. En el mismo se utiliza una mezcla de garbanzo hervido y puré de papas como relleno, y posee un sabor  más bien ácido en vez de dulce mientras que el agua es agria y picante.